# Nylon (Wouri)
Pour les articles homonymes, voir Nylon (homonymie).
Nylon est un quartier de la ville de Douala, capitale économique du Cameroun. Il est situé dans la commune d'arrondissement de Douala 3, subdivision de la Communauté urbaine de Douala.

## Histoire
Nylon est un quartier de Douala III formé et créé aux environs de 1968.  C'était un quartier populaire de la ville à cause de ses inondations pendant la saison de pluie. en effet, les riverains avaient constaté que lorsqu'il y pleuvait, le quartier s'inondait très vite; et lorsque la pluie cessait, l'eau s'écoulait et disparaissait aussi rapidement qu'elle était venue. c'est à cause de cette propriété géographique qu'on lui a donné le nom de « Nylon » en référence au tissu nylon connu pour vite sécher.

## Géographie
Le quartier Nylon est situé dans l'arrondissement de Douala 3.

## Institutions
Bataillon Blindé de Reconnaissance (BBR)

## Éducation
- École Publique de Nylon[3]
- Lycée de Nylon Brazzaville[4]
- Collège Privé Sainte-Marthe[5]
- Séminaire Saint-Paul de Nylon[6]

## Lieux de culte
- Paroisse Saint-Paul de Nylon[1]
- Baptist Church Brazzaville

## Lieux populaires
- Marché Dakar
- Général Express Voyage - Agence de Brazzaville[7]

## Santé
Hôpital de district de Nylon
Dispensaire Saint-Paul de Nylon